# Members of Marvelas
Members of Marvellas was een Belgische crossoverband die in 2002 ontstond uit de samensmelting van de jazzband Niezny Sextet en twee gastrappers (Metaphora). Members of Marvellas speelt een mix van onder meer hiphop, jazz, psychedelica en krautrock.
Het debuutalbum Members of Marvellas uit 2006 werd geproduceerd door Urban Dance Squad-drummer Michel Schoots. Het volgende album werd door de band zelf geproducet, wel werd de band bij het mixen geholpen door Reinhard Vanbergen.
Members of Marvelas speelde onder meer op het Cactusfestival, Parkpop, Mano Mundo en Bruksellive.
Uit Members of Marvelas ontstond uiteindelijk Marvelas Something (dezelfde band, maar zonder de rappers), een band die maandelijks optrad in het Gentse muziekcafé Charlatan, en die in 2010 het album Marvelas Something uitbracht.
Gitarist Frederik en zijn drummende broer Simon Segers speelden nadien in de band Kartasan.
De gebroeders Segers, Fulco Ottervanger en Joris Cool vormen samen krautrockband Stadt die sinds 2010 drie albums uitbracht.

## Discografie
- Members of Marvelas (2006)
- Tuxedo theory (2008)